# Hůra (Ještědsko-kozákovský hřbet)
Hůra (519 m n. m.), někdy označována jako Cidlinská Hůra, je vrch v okrese Jičín Královéhradeckého kraje. Leží asi 1 km ssv. od vsi Cidlina na jejím katastrálním území.

## Popis vrchu
Je to úzký strukturní hřbet směru ZSZ–VJV na jihozápadním úpatí hory Tábor. Geologický podklad území tvoří vyvřelá hornina melafyrového typu bazaltandezit, spolu se sopečnými usazeninami – tufy a aglomeráty. Na svazích a jejich úpatích leží kvartérní deluviální kamenitohlinité a kamenitopísčité sedimenty. V erozních zářezech jsou odkryty permské sedimenty, zejména červenohnědé pískovce a slepence, případně svrchnokřídové (cenomanské) pískovce. V západní části vrcholu hřbetu je zřetelný rozdíl mezi strmou severní stranou porostlou buky (níže ve svahu kulturní smrčinou) a mírnějším jižním svahem s doubravou s převažujícím dubem zimním a přimíšenými javory, buky, borovicí, jasany, habry a místy i nepůvodním akátem.
Vrch je součástí přírodní památky Cidlinský hřeben, jež se skládá ze dvou nestejně velkých částí, oddělených průlomovým údolím Cidliny (na západě Hůry). Za údolím totiž navazuje ssz. směrem dílčí hřbet Kozlov (606 m n. m.).

## Geomorfologické zařazení
Vrch náleží do celku Ještědsko-kozákovský hřbet, podcelku Kozákovský hřbet, okrsku Táborský hřbet, podokrsku Ploužnický hřbet a části Bradlecký hřbet.

## Přístup
Po severní hranici přírodní památky vede modrá turistická trasa ze železniční zastávky Cidlina (trať vede při jižní hranici přírodní památky) na Tábor. U rozcestí Pod Allainovou věží se připojuje žlutá trasa, která pokračuje do Kyjů. Nejblíže automobilem lze přijet do Cidliny, Peklovsi či Kyjů.